# 菲利普·科斯蒂奇
菲利普·科斯蒂奇（發音：[fǐlip kôstitɕ]；1992年11月1日—）是一位塞爾維亞足球運動員，在場上的位置是左邊鋒。現效力於意甲球隊祖雲達斯，塞爾維亞國家足球隊成員。

## 生平
科斯蒂奇曾效力於斯圖加特。他在2011年開始代表一線隊參賽。
2022年8月12日，意甲球隊祖雲達斯宣布与科斯蒂奇签约，合同为期四年。
他曾也代表塞爾維亞U19和U21國家隊參賽。。

## 榮譽

### 球會
法蘭克福
- 歐霸盃冠軍：2021-22賽季

 祖雲達斯
- 義大利盃冠軍：2023–24賽季[5]

### 個人
- 歐聯賽季最佳陣容：2018–19[6]
- 德甲賽季最佳陣容：2019–20[7]
- 歐聯賽季最佳球員：2021–22[8]
- 歐聯最多助攻次數：2021–22[8]

## 外部連結
- Soccerway資料庫：菲利普·科斯蒂奇